# Paul Estermann
Paul Estermann (Lucerna, 24 de junio de 1963) es un jinete suizo que compite en la modalidad de salto ecuestre.
Ganó una medalla de bronce en el Campeonato Europeo de Saltos Ecuestres de 2015, en la prueba por equipos. Participó en los Juegos Olímpicos de Londres 2012, ocupando el cuarto lugar en la misma prueba.
En abril de 2023 fue sancionado por siete años tras haber sido declarado culpable de varios actos intencionados de violencia contra los caballos.

## Palmarés internacional
| Campeonato Europeo | Campeonato Europeo | Campeonato Europeo | Campeonato Europeo |
| Año                | Lugar              | Medalla            | Categoría          |
| ------------------ | ------------------ | ------------------ | ------------------ |
| 2015               | Aquisgrán (RFA)    | Medalla de bronce  | Por equipos        |